# Двадцатидвухточечная коровка
Двадцатидвухто́чечная коро́вка, или псиллобора (лат. Psyllobora vigintiduopunctata) — жук из семейства божьих коровок (лат. Coccinellidae).

## Внешний вид
Голова жёлтая или с тёмным передним краем. Ротовые части, усики, ноги желтоватые. Переднеспинка жёлтая с 5 чёрными точками, щиток чёрный. Надкрылья жёлтые с 11 чёрными точками каждое. Длина тела 3,0—4,5 мм. Этот вид, обычный на травянистой растительности, питается грибками (мучнистой росой).

## Фотогалерея

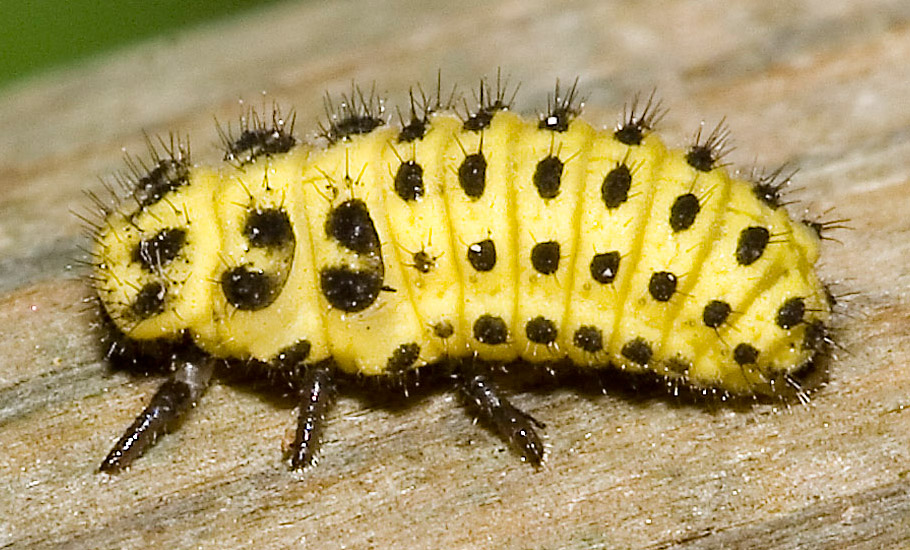
Личинка
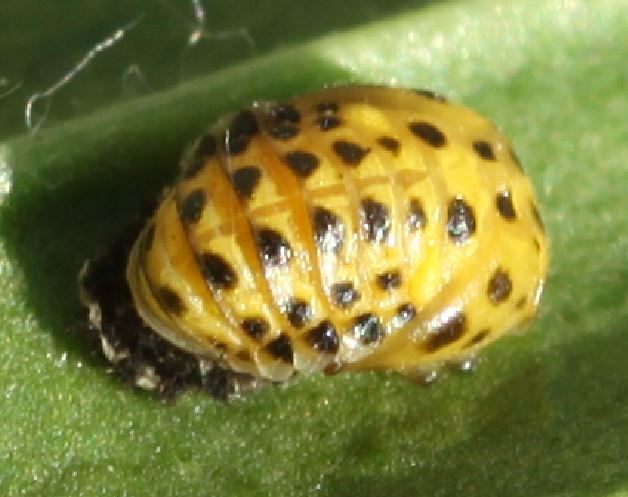
Куколка
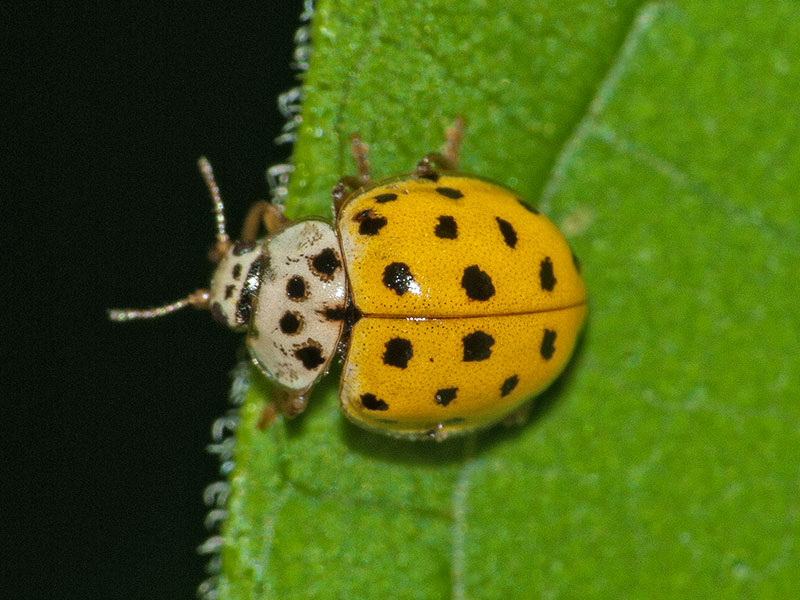
Имаго